# İslam Bazarqanov
İslam Bazarqanov (también escrito como Islam Bazarganov; 1 de agosto de 1998) es un deportista azerbaiyano que compite en lucha libre. Ganó dos medallas de bronce en el Campeonato Europeo de Lucha, en los años 2024 y 2025, ambas en la categoría de 57 kg.

## Palmarés internacional
| Campeonato Europeo | Campeonato Europeo      | Campeonato Europeo | Campeonato Europeo |
| Año                | Lugar                   | Medalla            | Categoría          |
| ------------------ | ----------------------- | ------------------ | ------------------ |
| 2024               | Bucarest (Rumania)      | Medalla de bronce  | 57 kg              |
| 2025               | Bratislava (Eslovaquia) | Medalla de bronce  | 57 kg              |